# Vereinigte Kommunistische Partei Deutschlands
Vereinigte Kommunistische Partei Deutschlands (VKPD) war eine ab Dezember 1920 für knapp zwei Jahre zusätzlich verwendete Bezeichnung für die Kommunistische Partei Deutschlands (KPD), nachdem der große linke Parteiflügel der kurz nach der Novemberrevolution noch politisch relativ einflussreichen Unabhängigen Sozialdemokratischen Partei Deutschlands (USPD) der Kommunistischen Internationale (Komintern) beigetreten war und sich damit ihrer deutschen Sektion, der KPD, angeschlossen hatte.

## Politisch-historischer Hintergrund
Die VKPD entstand durch Vereinigung des revolutionären Flügels der 1917 aus Opposition gegen die Burgfriedenspolitik von der SPD abgespaltenen USPD mit der seit dem 1. Januar 1919 bestehenden KPD. Dadurch wurde die weiterhin zunächst unter dem Vorsitz von Georg Ledebour existierende USPD entscheidend geschwächt. Der gemäßigte Flügel der Partei vereinigte sich 1922 wieder mit der Mehrheitssozialdemokratie und versuchte, dieser ein stärker linkes, marxistisch geprägtes Profil zu geben. Der verbleibende Teil der USPD bestand als Splitterpartei fort. 1931 ging der Rest der USPD in einer neuen, linken SPD-Abspaltung auf, der Sozialistischen Arbeiterpartei Deutschlands (SAPD).

Paul Levi, im März 1919 zum KPD-Vorsitzenden gewählt, VKPD-Vorsitzender bis 1921 (Fotografie um 1920)

Dagegen wuchs die Mitgliederzahl der KPD, die bis 1920 in Folge ihrer Ablehnung der Beteiligung an der Wahl zur Nationalversammlung von Weimar parlamentarisch eher einflusslos war, durch den Beitritt des linken USPD-Flügels von 70.000 auf über 300.000. Sie gewann damit eine Massenbasis. Eine entscheidende Grundlage für die Vereinigung zur VKPD war die Teilnahme der KPD an der Reichstagswahl 1920 (6. Juni 1920), die vom seit März 1919 amtierenden Vorsitzenden Paul Levi gegen eine Parteitagsmehrheit durchgesetzt worden war. Bei dieser Wahl erhielt die KPD zwar nur 441.000 Stimmen (= 2,1 % der Wählerstimmen) und nur zwei Mandate (für Clara Zetkin und Paul Levi). Doch war der Schritt der Partei ein Signal für die Tendenz einer Anerkennung der parlamentarischen Verhältnisse, nachdem sie noch im März 1920 den Widerstand gegen den rechtsextremen Kapp-Putsch für einen linksrevolutionären Aufstand im Ruhrgebiet zu nutzen versucht hatte. Der Schritt zur Teilnahme an der Reichstagswahl war die Voraussetzung für den Übertritt der USPD-Mehrheit zur KPD. Die USPD hatte bei derselben Reichstagswahl noch 17,9 % erhalten – ein Erfolg, den sie vor allem ihrer Beteiligung am Generalstreik gegen den Kapp-Putsch knapp drei Monate zuvor zu verdanken hatte.
Doch auch nach der Vergrößerung der KPD zur VKPD blieb die Partei durch interne Flügelkämpfe konfliktbelastet. Levis Parteivorsitz war innerparteilich umstritten. Er hatte jedoch beispielsweise mit Clara Zetkin einflussreiche Unterstützer seiner Linie in der Partei. Als sich die von ihm und Zetkin als „Putschismus“ abgelehnte sogenannte „Offensivstrategie“ mit Unterstützung der Komintern in der Partei durchsetzte, legte Levi im Februar 1921 den Parteivorsitz nieder. Nachdem er sich offen gegen den Mitteldeutschen Aufstand vom März 1921 ausgesprochen hatte, wurde Levi auf Betreiben der Mehrheit der Komintern-Führung um Grigori Sinowjew aus der KPD bzw. VKPD ausgeschlossen, da er seine Kritik an der Leitung der (V)KPD und der Komintern nicht revidieren wollte. Insgesamt schwankte die (V)KPD Anfang der 1920er Jahre zwischen der Rolle als Anführer-Partei bei verschiedenen revolutionären Aufstandsversuchen, so etwa in Thüringen und im Vogtland einerseits und andererseits an der Beteiligung in Regierungskoalitionen mit der SPD in einzelnen Ländern wie zum Beispiel 1923 in Sachsen und Thüringen.
Levi, ursprünglich neben Rosa Luxemburg, Karl Liebknecht und anderen einer der Mitbegründer der KPD, gründete mit einigen anderen aus der Partei Ausgeschlossenen oder Ausgetretenen (darunter z. B. Ernst Däumig) die nur kurzzeitig bestehende Kommunistische Arbeitsgemeinschaft (KAG), die dann in der USPD aufging, der er wenig später beitrat. 1922 folgte Levi, als es in der USPD erneut zu einer Parteispaltung kam, einem großen Teil der nun wiederum weiter geschwächten USPD zurück in die SPD. In dieser Zeit kehrte auch die VKPD zu ihrer eigentlichen Bezeichnung KPD zurück.

## Weitere Entwicklung der KPD
Nach dem Tode Lenins in der Sowjetunion und dem dortigen Machtwechsel auf Josef Stalin folgte auch die KPD ab 1924 zunehmend dem Kurs des „Stalinismus“, der unter dem Vorsitz Ernst Thälmanns ab 1925 gefestigt wurde.
Clara Zetkin verblieb trotz ihrer gegenüber der Komintern-Führung und der KPD-Spitze oftmals kritischen Haltung weiterhin in der KPD, für die sie (seit 1920) bis zur Machtergreifung der Nationalsozialisten (1933) als Abgeordnete im Reichstag der Weimarer Republik vertreten war. Sie wurde trotz ihrer ideologisch ablehnenden Haltung gegenüber der „revisionistischen“ Sozialdemokratie zu einer der bekanntesten und bedeutendsten Kritikerinnen der Sozialfaschismusthese Stalins innerhalb der KPD, blieb damit allerdings in einer Minderheitenposition, da die Partei unter Thälmanns Führung in ihren Leitlinien insgesamt an der stalinschen Doktrin ausgerichtet wurde.